# Дзержинське (Дубоссарський район)
Дзержинське (рос. Дзержинское; рум. Dzerjinscoe) — село в Дубоссарському районі в Молдові (Придністров'ї). Утворює Дзержинську сільську раду.
Станом на 2004 рік у селі проживало 35,7% українців.